# Línea 7 (Comodoro Rivadavia)
La línea 7 es una línea de colectivos suburbana de Comodoro Rivadavia, bajo concesión de la empresa Transporte Patagonia Argentina desde 2007 que une el Centro con el Bo. Laprida y viceversa.

## Historia
Anteriormente, esta línea era explotada bajo la Empresa Trevisan bajo el nombre del ramal Expreso Laprida durante el boom petrolero en la ciudad, después en la década del 1980 quedaron dos empresas el cual agruparon las líneas; Transportes Comodoro
Y Transportes Patagonia, el cual en el 2007 la última mencionada se quedó con todo el monopolio del servicio en Comodoro Rivadavia.

## Cuadro Tarifario
| Boleto                      | Tarifa    |
| --------------------------- | --------- |
| Primera sección (Urbano)    | $22       |
| Segunda sección (Suburbano) | $23.52    |
| Tercera sección (Diadema)   | No aplica |
| Cuarta sección (Rada Tilly) | No aplica |
| Estudiante                  | $11       |
| Jubilado                    | $11       |
| Discapacitado               | $0.00     |
| Policía del Chubut          | $0.00     |

En el caso de los boletos de estudiante y jubilado reciben un subsidio de la municipalidad de Comodoro Rivadavia que les cubre un 50% del valor del boleto en 2 pasajes díarios, mientras que el restante 50% lo proporciona el gobierno de Chubut a través del TEG Chubut.

## Recorrido

### 7: Centro - Laprida
| 7          | Primer servicio A: Laprida | Primer servicio A: Centro | Último servicio A: Laprida | Último servicio A: Centro |
| Laborables | 05:15                      | 06:07                     | 00:10                      | 01:02                     |
| Sábados    | 05:15                      | 06:07                     | 00:10                      | 01:02                     |
| Festivos   | 05:15                      | 06:07                     | 00:10                      | 01:02                     |

Ida
| BUS2 | KBHFa |

|  | BHF |

|  | BHF |

|  | BHF |

|  | BHF |

|  | BHF |

|  | BHF |

|  | BHF |

|  | BHF |

|  | BHF |

|  | BHF |

|  | BHF |

|  | BHF |

|  | BHF |

|  | BHF |

|  | BHF |

|  | BHF |

|  | BHF |

|  | BHF |

|  | BHF |

|  | BHF |

|  | BHF |

|  | BHF |

|  | BHF |

|  | BHF |

|  | BHF |

|  | BHF |

|  | BHF |

|  | BHF |

|  | BHF |

|  | BHF |

|  | BHF |

|  | BHF |

|  | BHF |

|  | KBHFe |

Regreso
| BUS | KBHFa |

|  | BHF |

|  | BHF |

|  | BHF |

|  | BHF |

|  | BHF |

|  | BHF |

|  | BHF |

|  | BHF |

|  | BHF |

|  | BHF |

|  | BHF |

|  | BHF |

|  | BHF |

|  | BHF |

|  | BHF |

|  | BHF |

|  | BHF |

|  | BHF |

|  | BHF |

|  | BHF |

|  | BHF |

|  | BHF |

|  | BHF |

|  | BHF |

|  | BHF |

|  | BHF |

|  | BHF |

|  | BHF |

|  | BHF |

|  | BHF |

|  | BHF |

|  | BHF |

|  | BHF |

|  | KBHFe |

## Galería

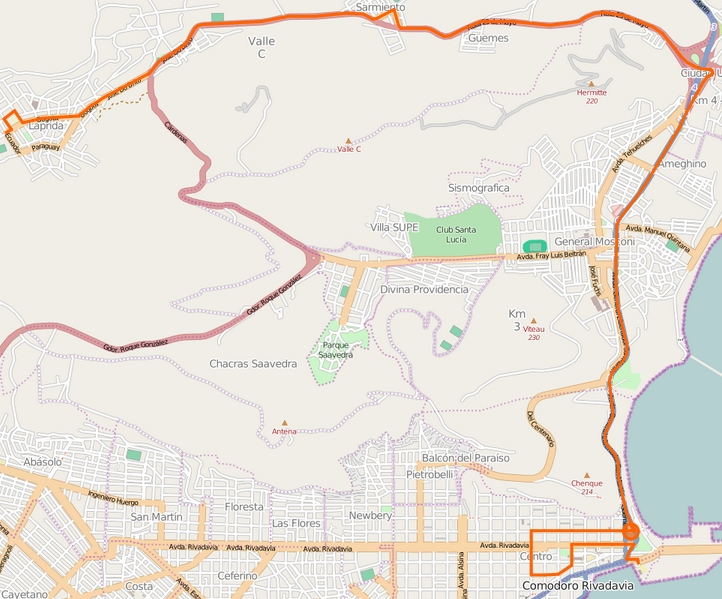
Recorrido de ida.
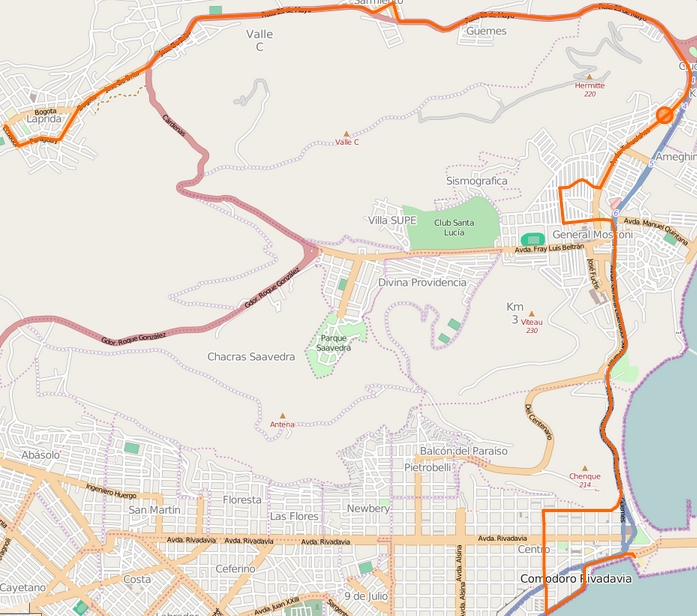
Recorrido de vuelta.
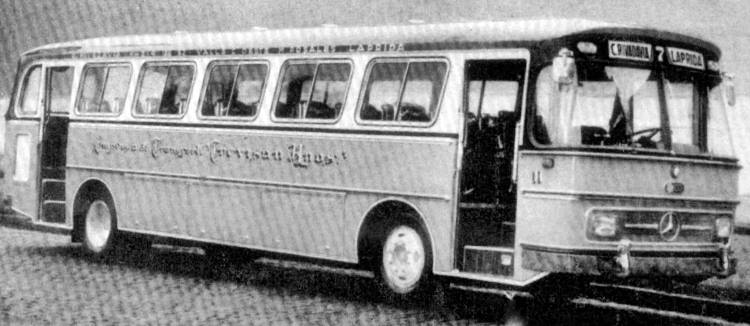
Antiguo colectivo el cual prestaba servicio en dicha línea.